# غيلبرتو غارسيا (لاعب كرة قدم)
غيلبرتو غارسيا (بالإسبانية: Gilberto García)‏ هو لاعب كرة قدم كولومبي، ولد في 15 يوليو 1959 في سانتا مارتا في كولومبيا.

## وصلات خارجية
- غيلبرتو غارسيا (لاعب كرة قدم) على موقع قاعدة بيانات كرة القدم.إي يو (الإنجليزية)
- غيلبرتو غارسيا (لاعب كرة قدم) على موقع قاعدة بيانات كرة القدم.إي يو (الإنجليزية)
- غيلبرتو غارسيا (لاعب كرة قدم) على موقع عالم كرة القدم.نت (الإنجليزية)
- غيلبرتو غارسيا (لاعب كرة قدم) على موقع اللجنة الأولمبية الدولية (الإنجليزية)
- غيلبرتو غارسيا (لاعب كرة قدم) على موقع أوليمبيديا (الإنجليزية)